# ニシケン
株式会社ニシケンは、久留米市にある建設資材販売を中心軸とした複合企業（コングロマリット）である。

## 概要
- 1960年 - 「西日本建設資材株式会社」として、建設機械リース、建築資材販売を目的として設立。
- 1961年 - 福岡市に第1号の営業所を設置した。以後福岡県・佐賀県・大分県・長崎県等北部九州地方を中心に事業を展開。
- 1978年 - 初代社名に由来する「株式会社西建」に社名変更。
- 1992年 - 九州地方以外で初めて広島県に営業所を開設。
- 1998年 - 株式会社セイユー（西友とは別法人）と合併。
- 1999年 - 事業多角化を目指し、まず福祉事業を展開。
- 2001年 - 社名を漢字の「株式会社西建」からカタカナの「株式会社ニシケン」（現社名）に再変更。以後、印刷、環境、ペット、アグリなど事業拡大。
- 2010年 - 全国展開を進めていくにあたり、東大阪市、西宮市、東京都港区等に営業所を開設。
- 2011年 - エレクトロニクス事業に進出。
- 2018年 - フジモトHD株式会社からピップケアウェル安心株式会社の全株式を譲り受けて子会社化、ケアウェル安心株式会社に社名変更する。
- 2022年 - 「株式会社九州建産」と合併

## 事業ごとの内容
- 建設機械、仮設資材のレンタル
- 基礎機械・解体機械のレンタル
- 福祉・介護用具の販売・レンタル卸・販売卸、病院向けの医療機器販売
- 印刷物、各種サインや車両ラッピング
- ペットグッズショップ・コインランドリー
- 損害保険会社との販売代理店事業